# Партія свободи Швейцарії
Партія свободи Швейцарії (FPS) (нім. Freiheits-Partei der Schweiz; фр. Parti suisse de la liberté / PSL) — незначна правопопулістська політична партія Швейцарії. Її президентом і провідним представником є Юрг Шеррер, який раніше очолював відділ безпеки в міській владі Біля/Б'єн до 2008 року. Партія виступає проти значного втручання уряду в економіку, особливо екологічних норм, але виступає за жорсткий контроль імміграції та суворе покарання за продаж наркотиків. Партія виступає проти членства Швейцарії в ЄС.

## Історія
FPS була заснована в 1984 році в Цюріху доктором Міхаелем Е. Дрегером та іншими правими політиками як Autopartei (Автомобільна партія). Це було спрямовано на протидію Партії зелених у Швейцарії, яка на той час зростала, і сучасним занепокоєнням щодо вимирання лісів через кислотні дощі. Спочатку зосереджуючись на питаннях особистої мобільності, одним із найбільш відомих гасел було «Freie Fahrt für freie Bürger» (Безкоштовна дорога для вільних громадян).
Партія мала успіх у кантональних парламентах, зокрема в Санкт-Галлені, Тургау та Шаффхаузені. Вершини її влади було досягнуто на виборах до Національної ради 1991 року, коли вона отримала 8 із 200 місць і 4 % загальнонаціональних голосів. Згодом статки партії почали падати, оскільки багато провідних діячів залишили партію в ході внутрішніх суперечок, головним чином для більш масової Швейцарської народної партії.
Незважаючи на перейменування себе на «Партію свободи» в 1994 році, FPS втратила всі національні мандати на виборах 1999 року і, станом на 2006 рік, зберігає лише кілька місць у деяких кантональних і муніципальних парламентах. Більшість її членів і навіть цілі секції приєдналися до Швейцарської народної партії, яка ввібрала в себе більшість завдань партії.

## Порядок денний
FPS веде кампанії на основі яскраво виражених правих планів, виступаючи за суворі закони про надання притулку та імміграцію, а також за підхід до злочинності та наркотиків із застосуванням закону та порядку та сильні Збройні сили. Він виступає проти членства Швейцарії в міжнародних організаціях, таких як Європейський Союз і ООН (однак він виступає за членство в ЄАВТ і навіть НАФТА), але виступає за економічну політику laissez faire, дерегуляцію, зниження податків і скорочення державних витрат.

Партія та її представники також відомі своєю агресивною антикомуністичною риторикою, принаймні порівняно з основними партіями Швейцарії. Її лідера Юрга Шеррера (безрезультатно) кілька разів притягували до суду згідно зі швейцарськими антидискримінаційними законами через його зневажливі висловлювання щодо темношкірих людей та іноземців загалом. Наступні уривки із заяви Шеррера, розміщеної на веб-сайті партії в 2006 році, можуть служити для ілюстрації погляду партії на поточні проблеми:
Жоден інший народ у світі так сильно не обманює і не обманює підірваний лівим урядом, як швейцарців. … Безперешкодна хвиля імміграції за останні десять років призвела до різкого загострення злочинності та проблем з наркотиками в Швейцарії. … Ми хочемо діяти зараз. Закон про надзвичайні ситуації повинен бути використаний, щоб закрити швейцарський кордон для будь-якої імміграції з-поза країн ЄС/ЄАВТ, за винятком лише для ринку праці. Іноземці-злочинці мають бути негайно екстрадовані. Міжнародні угоди, які це забороняють, мають бути розірвані. Якщо ми зараз не приберемо, завтра буде пізно